# آرثر وايت
آرثر وايت هو سياسي كندي، ولد في 10 أكتوبر 1907 في كندا، وتوفي في 9 يوليو 1973 في كامبريدج في كندا. حزبياً، نشط في الحزب الليبرالي الكندي. وقد انتخب عضو مجلس العموم الكندي.